# No Man’s Land: The Rise of Reeker
No Man’s Land: The Rise of Reeker ist ein Horrorfilm aus dem Jahr 2008 des Regisseurs Dave Payne und handelt von einem Sheriff und seinen Sohn, die an eine Gruppe Gangster gelangen und dabei von einem Killer überrascht werden. No Man’s Land ist das Prequel zum Film Reeker.

## Handlung
1978: Ein Serienmörder geht in der Einöde des Death Valleys um. Die Leichen bunkert er allesamt in seinem Haus. Nach einem weiteren Mord findet der Polizist Reed die blutige Radkappe des Killers, der daraufhin die Verfolgung aufnehmen und ihn in seinem Haus stellen kann. Der Mörder kommt darauf in die Gaskammer.
Gegenwart: Ein Gangster-Trio, bestehend aus einem Verletzten sowie Alex, dem Ex-Freund der Kellnerin Maya und dem aggressiven Binky, hat ein Kasino überfallen und kommt an eine abgelegene Tankstelle, an der Sheriff Reed und sein Sohn Harris gerade Pause machen. Es dauert nicht lange und es kommt zum Feuergefecht, in dessen Folge das Auto der Gangster explodiert und der Verletzte stirbt. Ein mysteriöses Erdbeben folgt direkt danach. Schon bald merken einige Anwesende, dass einiges nicht stimmt. Die Leiche des toten Gangsters ist nicht aufzufinden und ein seltsamer extremer Geruch liegt in der Luft. Der Funkkontakt zur Polizei ist abgebrochen, die Telefone funktionieren nicht.
Harris versucht, auf einer Farm Hilfe zu holen. Er wird von einer unsichtbaren Wand aufgehalten und findet in einer abgelegenen Hütte einen mysteriösen Mann, der einen Indianer ausweidet. Binky ist in einem Auto geflohen und fährt vor die unsichtbare Wand. Nach dem Unfall fehlt ihm der halbe Schädel, doch er lebt noch.
An der Tankstelle erscheint ein Mann im Krankenhaushemd, dessen Herz aus dem Körper fällt, er stirbt. Kurz darauf wird der Sheriff entführt. Die mysteriöse Kreatur erscheint an mehreren Stellen: Zuerst verbrennt er Binky mit einem Flammenwerfer, spießt eine Frau mit einer Eisenstange auf und bohrt später dem Sheriff mit einem Bohrer ein Loch in die Stirn.
Harris, Maya und Alex, die letzten Überlebenden, versuchen den Killer zu überlisten. Sie wollen einen Gastank zur Explosion bringen. Harris bricht zusammen, und Alex kann Maya von der Explosion mit seinem Körper abschirmen. Der Killer stirbt bei der Explosion, und es kommt zu einem erneuten Erdbeben.
Nach dem Erdbeben erscheint die Polizei, die im Rahmen der Schießerei als Verstärkung gerufen wurde. Es wird klar, dass seitdem quasi keine Zeit vergangen ist und fast alle Beteiligten bei der Schießerei umkamen, weil der Gastank schon damals getroffen wurde und explodierte. Die dabei erlittenen tödlichen Verletzungen entsprechen in den Konsequenzen jenen, die der Killer ihnen zufügte: der Sheriff wurde per Kopfschuss getötet, Binky und Alex starben direkt in der Explosion, die andere Frau durch eine fliegende Eisenstange; der Krankenhauspatient starb bei einer zeitgleichen Operation am offenen Herzen und der Indianer wurde in der Wüste von wilden Tieren angefressen. Die einzigen Überlebenden sind Harris und Maya.

## Kritiken
„Ein äußerst brutaler Horrorfilm voller übertriebener, grotesker Einfälle, der das Altvertraute sadistisch auflädt.“

„Der lustvoll übersteigerte Monster-Slasher wird diejenigen noch stärker fesseln, die das Geheimnis hinter dem stinkenden Wüsten-Killer noch nicht aus Teil 1 kennen“